# Administrativní dělení Dánska
Dánské regiony vznikly 1. ledna 2007 na základě správní reformy a nahradily dřívějších 13 správních okresů (amter). Současně došlo ke sloučení malých obcí (kommuner) do větších celků a snížení jejich počtu z 271 na 98. Nejvýznamnější pravomoce nových regionů jsou v oblasti zdravotnictví.
Jedná se o největší reformu za posledních 30 let a je významným bodem volebního programu současné liberálně-konzervativní dánské vlády, zejména pak pro Larse Rassmussena, ministra vnitra a zdraví. Zrušení správních okresů je dlouhodobě významným cílem Konzervativců i Lidovců. Lidovci v červnu 2004 reformu podpořili, čímž se ji dostalo parlamentní většiny, přestože tato strana by preferovala zrušení správních okresů bez nahrazení novými správními celky střední úrovně (mezi vládou a obcemi).
| Region                              | Hlavní město | Největší město | Obyvatelstvo | Rozloha (km²) | Hustota osídlení (obyv./km²) | Zahrnuje dánské okresy 1970–2006                                                                          |
| ----------------------------------- | ------------ | -------------- | ------------ | ------------- | ---------------------------- | --- |
| Hovedstaden (Region hlavního města) | Hillerød     | Kodaň          | 1 636 749    | 2 561         | 639,1                        | Københavns Amt a Frederiksborgs Amt, samosprávná města Kodaň, Frederiksberg a ostrov Bornholm             |
| Midtjylland (Střední Jutsko)        | Viborg       | Aarhus         | 1 227 428    | 13 053        | 94,0                         | Ringkjøbing Amt, téměř celý okres Århus Amt, jižní část okresu Viborg Amt a severní část okresu Vejle Amt |
| Nordjylland (Severní Jutsko)        | Aalborg      | Aalborg        | 576 972      | 8 020         | 71,9                         | Nordjyllands Amt, severní část okresu Viborg Amt a kousek okresu Århus Amt                                |
| Sjælland                            | Sorø         | Roskilde       | 816 118      | 7 273         | 112,2                        | Roskilde Amt, Storstrøms Amt a Vestsjællands Amt                                                          |
| Syddanmark (Jižní Dánsko)           | Vejle        | Odense         | 1 189 817    | 12 191        | 97,5                         | Fyns Amt, Ribe Amt a Sønderjyllands Amt spolu s jižní částí okresu Vejle Amt                              |
| Dánsko CELKEM                       | Kodaň        | Kodaň          | 5 447 084    | 43 093        | 126,4                        | - |